# Siège de Nantes (1380-1381)
 (janvier 2018).
Pour les articles homonymes, voir Siège de Nantes.
Guerre de Cent Ans
Batailles
Le siège de Nantes est un siège de la ville de Nantes, en Bretagne, qui se déroule du 8 ou 9 novembre 1380 au 14 janvier 1381 et ceci dans le cadre de la guerre de Cent Ans. Assiégée par une armée de 6 000 hommes menée par Thomas, comte de Buckingham, fils d'Édouard III ; la garnison de Nantes, forte de près de 2 000 hommes, est défendue par le connétable de France Olivier V de Clisson et de nombreux hommes d'armes de l'hôtel du duc de Bourbon Louis II.

## Contexte
Le 20 juin 1378, le duc Jean IV de Bretagne est appelé à comparaitre par le roi Charles V de France devant la cour des pairs.  Il ne s'y présente pas et son duché lui est confisqué. Le peuple breton se soulève alors et rappelle Jean IV, réfugié en Angleterre. En réaction, le roi de France expulse tous les Bretons de son royaume, gens d'armes et civils. Le duc revient d'exil en 1379 et est résolu à ne pas faire appliquer la sentence de Charles V. Il se heurte cependant à la résistance du connétable de France Olivier V de Clisson dans le Nantais.
Le 1er mars 1380, le duc signe un traité d'alliance avec les Anglais, mais de leur côté les États de Bretagne déclarent allégeance au roi de France. À la suite d'une attaque française sur les côtes bretonnes, les troupes anglaises débarquent précipitamment à Calais en juillet. En septembre l'armée anglaise arrive en Bretagne alors que Charles V vient de mourir. Charles VI, son fils, lui succède, et parait bien mieux disposé que son père vis-à-vis des Bretons. Jean IV se trouve dans une situation délicate, par sa présence, l'allié anglais embarrasse le duc.

## Le siège
À la suite de pourparlers tenus à Rennes entre le duc et son beau-frère, Thomas, comte de Buckingham, plus jeune fils d'Édouard III, il est décidé que l'armée anglaise met route vers Nantes et que l'armée bretonne interviendra quelques jours après. Quelques jours avant le début du siège qui commença le 8 ou 9 novembre 1380, un corps d'élite de l'armée française de 400 hommes dirigé par Jean de Châteaumorand suivi par 200 hommes d'armes s'enferme dans la ville.
Après quatre jours de voyage, passant par Châtillon, Bain et Nozay, le comte de Buckingham arrive à Nantes et loge à la porte Sauvetout. Le connétable William Latimer, Raoul Basset et Gautier Fitz-Walter se logent à la porte Saint-Pierre ; Robert Knolles et Thomas de Persi à la porte Saint-Nicolas, Guillaume Windsor et Hugues de Calveley à la poterne de Richebourg. La veille ou avant-veille de la Saint-Martin, les défenseurs de la ville avec à leur tête Jean le Barrois de Barres commencent à harceler le nouveau venu anglais. Au total ce sont près de 2 000 hommes qui forment la garnison de Nantes assiégée par les 6 000 hommes du comte de Buckingham. L'armée anglaise se trouve cependant dans l'impossibilité de boucler entièrement la cité et doit se contenter de placer des postes à chaque porte de la ville.
Les hommes de Thomas de Woodstock ne mènent pas d'attaques d'envergure en attendant l'arrivée de l'armée ducale de Jean IV. De leur côté, les assiégés effectuent de nombreuses et audacieuses sorties qui coûtent la vie à de nombreux hommes dans les rangs anglais. Le 12 janvier 1381, après deux mois de siège, la famine et la dysenterie aidant, les Anglais sont éreintés et décident de lever le camp. Sur les instructions de Jean IV, l'armée de Woodstock se dirige vers Vannes.

## Conséquences
Le siège de Nantes est un échec pour l’armée anglaise. Jean IV, qui pendant la durée du siège négocie avec le roi de France et les grands seigneurs bretons, donne des explications embarrassées à son allié anglais. L'armée anglaise est mal accueillie dans les villes où elle passe (Vannes, Hennebont, Quimperlé et Quimper) et vit des conditions de vie très difficiles en cette fin d'hiver. Furieux après avoir appris l'existence du second traité de Guérande, signé le 15 janvier 1381 et ratifié le 4 avril 1381, Thomas de Woodstock rembarque à Vannes vers l'Angleterre avec le reste de son armée.

## Sources anciennes
- Chroniques de Froissart [lire en ligne]